# Adolphe Pauly

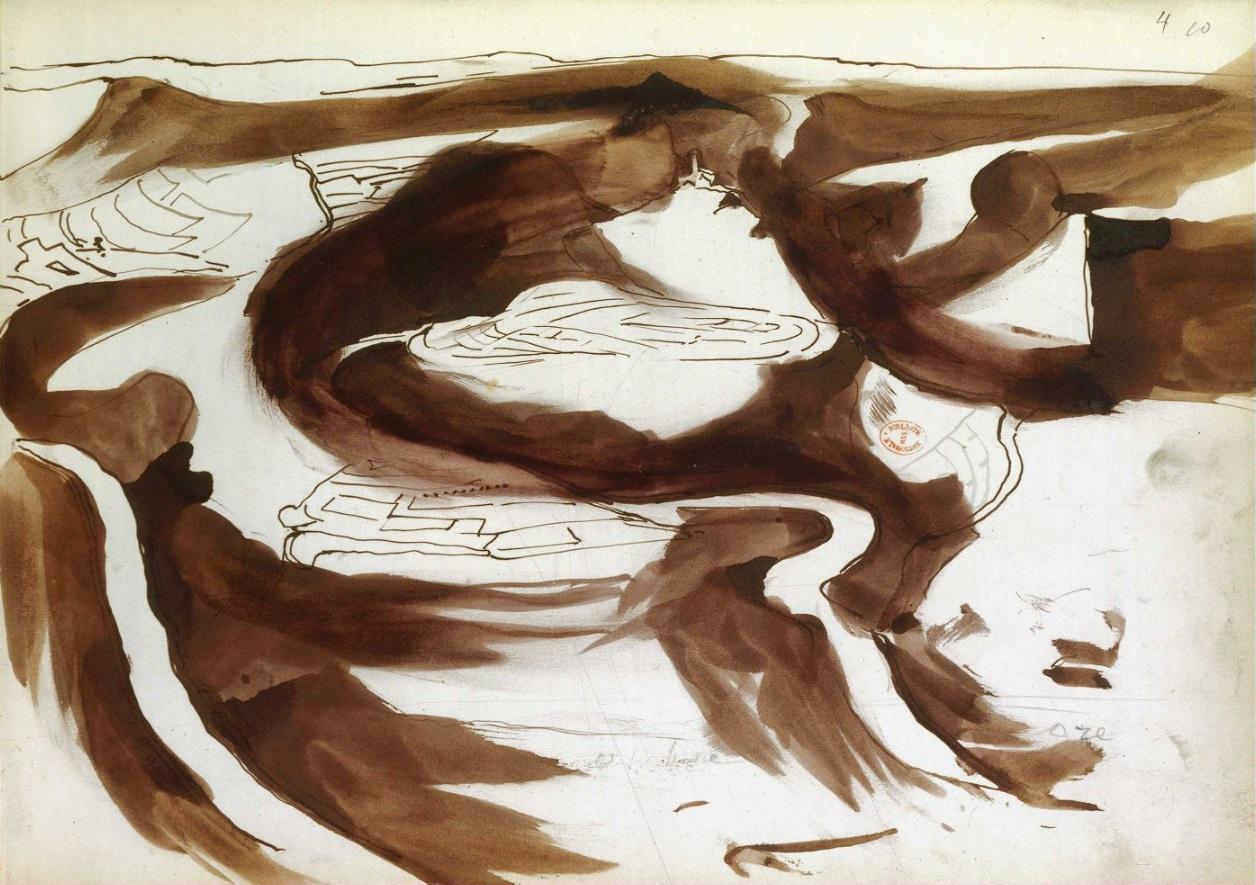
Quadre de Bivels, Victor Hugo, 1871.

Adolphe Pauly-Strasser (Vianden, 2 de novembre de 1831-Charleroi, 6 de març de 1906) va ser un empresari, industrial, músic i polític liberal luxemburguès. El seu pare va ser hoteler.
Va ser empresari de celler de vi per Esseg. Va ser membre fundador en 1848 de la Filharmònica de Vianden, el qual va ser n'he president entre 1858 i 1876.
Entre 1867 i 1876 va ser alcalde de Vianden, i entre 1869 i 1875 diputat a la Cambra de Diputats de Luxemburg.
Pauly-Strasser va ser un luxemburguès que va tenir una estreta relació amb Victor Hugo. El Museu de la Literatura de Victor Hugo hi ha una sala en nom seu, Adolphe-Pauly-Sall (sala IV, 2n pis).